# The Ultimate Live Ozzy
The Ultimate Live Ozzy est un single d'Ozzy Osbourne. Il a été enregistré en spectacle en 1986. Ce sont les mêmes versions qui apparaissent sur l'album Prince of Darkness. Les chansons viennent de l'album The Ultimate Sin (1986).

## Titres
1. The Ultimate Sin
2. Never Know Why
3. Thank God For the Bomb